# Hear Me Now (Secondhand Serenade)
Hear Me Now is een muziekalbum van Secondhand Serenade. Het is uitgekomen op 3 augustus 2010, en heeft een aantal nummers dat meer richting de popmuziek gaat, en minder de alternative-stijl die John Vesley's Secondhand Serenade eerst hanteerde.
Het album is grotendeels opgenomen met hulp van Aaron Johnson, ook wel bekend van The Fray, en geeft de nummers een nieuwe draai mee. Een enkel nummer, zoals Something More is zelfstandig door John Vesely opgenomen en geproduceerd.
De akoestische stijl, die gehanteerd werd op de eerdere albums van Secondhand Serenade is in Hear me Now vrijwel helemaal verdwenen, en de nummers zijn nu volledig opgenomen met bands.
De single Something More werd al in mei uitgebracht, en is sinds juni te koop via I-tunes.